# ایلومانتسی
ایلومانتْسی (به فنلاندی: Ilomantsi) یک منطقهٔ مسکونی در فنلاند است که در کارلیای شمالی واقع شده‌است.